# مسجد بابا عبدالله
مسجد بابا عبدالله مربوط به دوره ایلخانی -قرن ۸ ه.ق است و در بازار نائین واقع شده و این اثر در تاریخ ۳۱ تیر ۱۳۱۳ با شمارهٔ ثبت ۲۰۴ به‌عنوان یکی از آثار ملی ایران به ثبت رسیده است.
مسجد باباعبدالله در اواخر قرن هفتم یا اوایل قرن هشتم هجری ساخته شده است و کتیبه‌ای متعلق به سال ۷۰۰ هجری قمری در آن وجود داشته است و در ابتدا به صورت گنبد مقبره‌ای شکل از دوره ایلخانی بوده و سپس مسجدی در کنار آن توسعه یافته است و به صورت دو ایوانه بوده که در قسمت سمت چپ حیاط به صورت طاق نما و در سمت راست آن بعنوان شبستان زمستانه استفاده می‌شده است.
مسجد بابا عبدالله دارای یک گنبدخانه مرتفع و عظیم است که در آن قبور تعدادی از بزرگان و عرفای زمان ایلخانان وجود دارد و در سه کنج ایجاد شده در گوشه‌های این گنبد، تزئینات معماری به صورت مقرنس دیده می‌شود.
در قسمت بالای محراب داخل گنبد نیز نقوش هندسی و گیاهی توأم با کتیبه‌های قرآنی دیده می‌شود.
در قسمت صحن یا حیاط مسجد نیز شبستانی زیرزمینی ساخته شده که بوسیله سنگهای مرمر نور شبستان زیرزمینی تأمین می‌شود.